# Lohengrin (opera)
Lohengrin, WWV 75, är en romantisk opera i tre akter med musik och libretto av Richard Wagner. Den uruppfördes i Weimar den 28 augusti 1850 under ledning av Franz Liszt, med Karl Beck i titelrollen.
Berättelsen om karaktären med samma namn utspelar sig mot en historisk bakgrund (Brabant under första hälften av 900-talet) och är hämtad från medeltida tysk romantik, särskilt Parzival av Wolfram von Eschenbach, och dess uppföljare Lohengrin, som i sin tur är inspirerad av eposet Garin le Loherain. Det är en del av legenden om Svanriddaren.
Operan har inspirerat andra konstverk. Kung Ludvig II av Bayern döpte sitt slott till slottet Neuschwanstein efter svanriddaren. Det var kung Ludvigs beskydd som senare gav Wagner medel och möjlighet att färdigställa, bygga en teater för och sätta upp sin episka cykel Nibelungens ring. Han hade slutat komponera den i slutet av andra akten av Siegfried, den tredje i Ringens tetralogi, för att skapa sitt radikala kromatiska mästerverk från slutet av 1850-talet, Tristan och Isolde, och sin lyriska komiska opera från mitten av 1860-talet, Mästersångarna i Nürnberg.
Lohengrin blev snart efter några år en publiksuccé och genombrottsverk för Wagner. Några stycken ur operan har blivit berömda, såsom förspelen till första och tredje akterna, "Elsas dröm" och Lohengrins "Graalberättelse" ("In fernem Land"). Den mest populära och igenkännbara delen av operan är Brudkören, i folkmun känd i engelsktalande länder som "Here Comes the Bride", som vanligtvis spelas som en procession vid bröllop. 
Operans autografmanuskript finns bevarat i Richard Wagners stiftelse.

## Historisk bakgrund

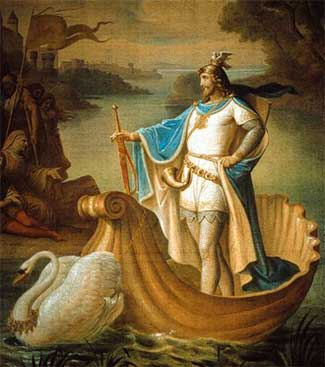
Lohengrin

Lohengrin är Wagners sista verk som bär genrebeteckningen "Romantisk opera", och det är först i detta verk som historia och myt kolliderar direkt. Den mytiska händelsen är inbäddad i en historisk ram och kan dateras exakt till år 933, då kung Henrik I av Sachsen besegrade ungrarna vid Ritteburg vid floden Unstrut. Henriks tal i akt 1 refererar till kungens tal till det sachsiska folket, som överlämnades av Widukind av Corvey. Wagner flyttade handlingen till Antwerpen för att kunna koppla de historiska händelserna till legenden om svanriddaren, vars ursprung låg i nedre Rhen. Det fanns inget hertigdöme Brabant på den tiden, men det fanns ett Gaugrafschaft med samma namn. Eftersom Henrik I lyckades ena alla de stridande östfrankiska stammarna i detta fälttåg, vördades han av den liberaldemokratiska nationella rörelsen på Wagners tid som en pionjär för ett enat tyskt kejsardöme och stod emot Metternichs reaktionära politik.
Eftersom Wagner stod på den radikala demokratiska sidan i revolutionen 1848 i Dresden, är denna koppling en nyckel till tolkningen av operan, liksom Wagners teoretiska skrifter, som skrevs samtidigt som Lohengrin. Blandningen av myt och historia finns redan i verket Die Wibelungen. Weltgeschichte aus der Sage (1848), i vilken Wagner mottog den då gällande indoeuropeiska språkforskningen. I "Wibelungen" fungerar inte de mytiska traditionerna som utgångspunkt för rekonstruktionen av historiska händelser, utan tvärtom är de historiska händelserna bara det råmaterial med vars hjälp Wagner vill tränga in i den tidlösa, mytiska kärnan av det "rent mänskliga". Dessutom försöker han bevisa en paradoxal, nämligen den "kosmopolitiska" nationalismen hos tyskarna: hos tyskarna, det övernationella, har det "rent mänskliga" bevarats i sin renaste form, vilket är anledningen till att Wagner hoppades att tyskarna skulle pånyttföda Europa i upptakten till revolutionen.
Dessutom hör Wagners dramadesign Jesus från Nasaret till Lohengrins intellektuella miljö, för här skiljs den "historiske Jesus" från "trons Kristus" och ges en revolutionär touch. Ludwig Feuerbachs materialistiska verk Kristendomens väsen och David Friedrich Strauss Jesu liv var hans nyckelord här. Lohengrins kristna symbolik måste ses ur detta perspektiv: Wagner jämställer de kristna symbolerna (t.ex. Graalen) med hedniska myter, de är, liksom i Feuerbachs verk, arketyper för hela mänskligheten projicerad av längtan. År 1853 förklarade Wagner Lohengrins förspel och uppkomsten av Graalsmyten som en projektionsyta för mänsklig längtan "från den dystra omsorgen om profit och ägodelar, den enda beställaren av all världstrafik ..."
Wagner blandar den romantiska indologin, Feuerbachs materialistiska religionskritik, det tyska "ursprungsfolkets" påstådda speciella roll (som Fichte och Friedrich Ludwig Jahn redan hade sagt) och Vormärz (Wilhelm Weitling, Karl Marx och Friedrich Engels) kritik av kapitalismen: Kapitalismen, egoismen i Wagners skrifter från denna tid ledde tänkandet om maktstaten och kristendomen, som påstods ha deformerats av den historiska utvecklingen, till ett tillstånd vars motsvarighet hos Lohengrin är den politiska kris som åskådaren finner i början av operan i hertigdömet Brabant, som har blivit ledarlöst. Det kräver ett politiskt ingripande av Henrik I och ett mytomspunnet ingripande av svanriddaren. Den senare är inte en alltigenom positiv figur i sitt verk och misslyckas på grund av en intrig iscensatt av Ortrud – liknande folkhjälten Rienzi före honom. Detta tyder på den politiska pessimismen hos den framtida revolutionären Wagner. Ortrud, med sin arkaiska tro på gudar, må vara en symbol för den politiska reaktionen i Vormärz, men Elsas eller Lohengrins misslyckande förebådar ett misslyckande för de politiska utopierna 1848-49.

## Tillkomsthistoria

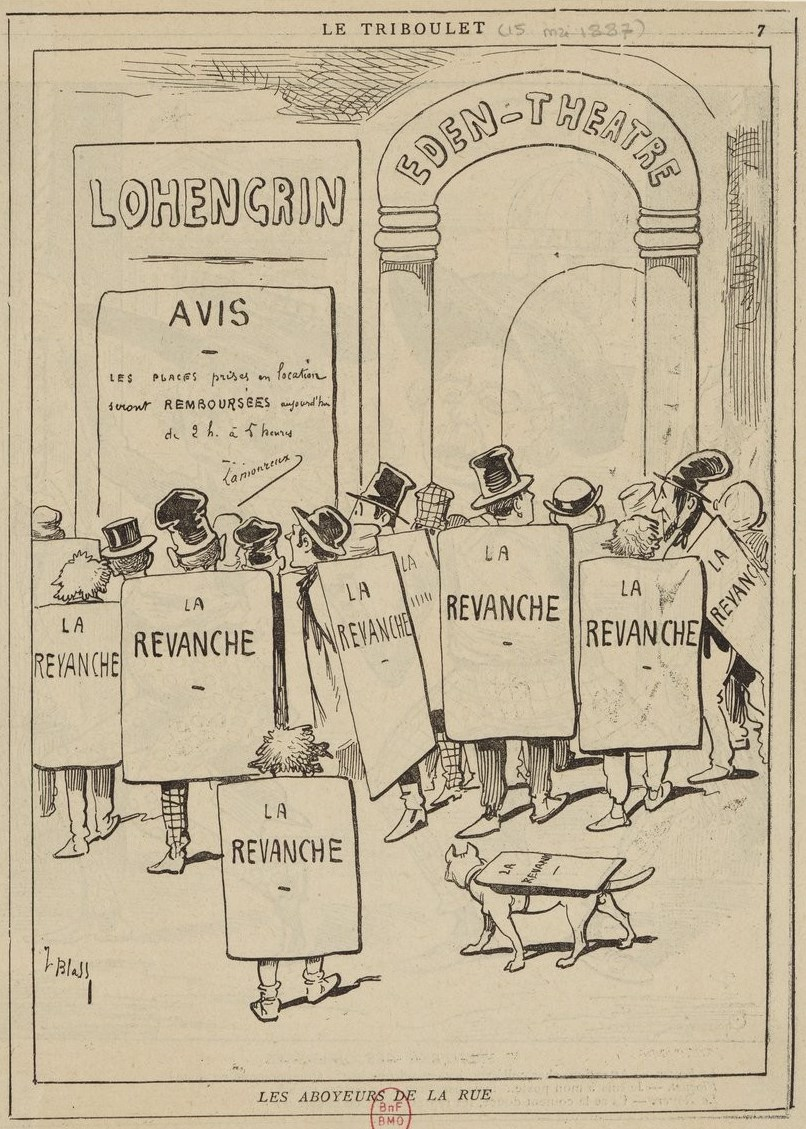
Antityska demonstrationer anordnades av tidningen La Revanche 1887 när Lohengrin skulle sättas upp på "Eden-Theatre" i Paris.

Sedan Wagner hade fullbordat Tannhäuser, hade han svårt för att finna ett nytt ämne till ett musikdrama. Genom studier av tysk medeltidsdiktning kom han emellertid snart i kontakt med ett ämne som intresserade honom. I Wolfram von Eschenbachs episka dikter Titurel och Parzival fann han nämligen sägnen om Parsifals son, svanriddaren Lohengrin, försvararen av de oskyldigt förföljda. Den litterära figuren Lohengrin dök först upp som en bifigur i det sista kapitlet av Parzival. Graalriddaren Lohengrin, son till graalkungen Parzival, skickas till hertiginnan av Brabant för att försvara henne. Hans beskydd kommer under förutsättning att hon aldrig får fråga efter hans namn. Om hon bryter mot detta krav kommer han att tvingas lämna henne. För Wagner var Elsa problemdramats kärnpunkt: Lohengrin måste förbjuda Elsa att utforska hans hemlighet, därför att de tillhör var sin värld. Men Elsa kunde med samma rätt kräva att få dela Lohengrins värld med honom; därför måste hon fråga om hans härkomst. "Straffet att leva åtskilda tycks därför vara det ofrånkomliga, därför att det är det mest rättfärdiga och logiska." (Wagner)
Wagner tog upp dessa karaktärer och satte temat "den förbjudna frågan" i centrum för en berättelse som ställer kontraster mellan det gudfruktiga och det vardagliga, och mellan den tidiga medeltidens kristendom och germansk hedendom. Wagner försökte samtidigt väva in element av grekisk tragedi i handlingen. Det som i synnerhet intresserade Wagner i ämnet var möjligheten att ge operan en allmänt mytologisk karaktär. Han fann till exempel paralleller i den grekiska gudasagan, i berättelsen om Zeus och Semele. Men personliga förhållanden var också avgörande. Som konstnär kände sig Wagner starkt isolerad, och Lohengrin-gestalten blev därför efter hand för honom en slags symbol för hans egen ensamma ställning. Liksom Lohengrin längtade han efter gemenskap med människorna, men dessa förstår varken Lohengrin eller honom. Han skrev följande i Mitteilungen an meine Freunde om sina Lohengrin-planer::
Vem känner inte till "Zeus och Semele"? Guden är förälskad i en mänsklig kvinna och närmar sig henne i mänsklig form. Den älskande finner att hon inte kan känna igen guden i denna gestalt och kräver att han ska göra den verkliga sinnliga formen av sitt väsen känd. Zeus vet att hon skulle bli förstörd vid åsynen av hans verkliga jag. Han lider i denna medvetenhet, lider i vetskapen om att han måste uppfylla detta krav och genom att göra det förstöra deras kärlek. Han kommer att besegla sin egen undergång när skenet från hans gudomliga gestalt förgör hans älskare. Är inte den människa som längtar efter Gud tillintetgjord? Jag håller fast vid att Lohengrin enligt min uppfattning ger uttryck för vår tids djupast tragiska situation, nämligen längtan efter att sjunka ned från de högsta, intellektuella höjder, ned till den djupaste kärlek, längtan efter att bli förstådd förstådd genom känslor och sinnen, en längtan, som den moderna verkligheten inte kan tillfredsställa.
Han studerade också med stort nöje såväl Jacob Grimms Deutsche Mythologie (1835), Deutsche Rechtsalterhümer (1824) och Weisthümer (1840-60), som bröderna Grimms utgåva av Deutsche Sagen (1816-18). Han uppmärksammade också en episod ur Nibelungenlied, striden mellan drottningarna, som han använde sig av i scenen utanför katedralen. Därmed hade Wagner i ett enda slag funnit källorna till hela sitt fortsatta livsverk. Det förklarar varför han tolv veckor efter att ha avslutat partituret till Tannhäuser utformade ett scenario till Mästersångarna i Nürnberg och samtidigt skrev librettot till Lohengrin, som genom graalmotivet redan inom sig bar fröet till Parsifal. När partituret till Lohengrin låg färdigt den 28 april 1848 funderade Wagner redan över en världshistorisk tragedi baserad på de gamla sagorna. Samma år ledde detta honom till Nibelungenmyten och librettot till hans första försök att skapa ett Ringdrama: Siegfrieds död.

## Komponerandet
Lohengrin skrevs och komponerades mellan 1845 och 1848 då Wagner arbetade som kapellmästare vid det kungliga hovet i Dresden. Wagner började komponera baklänges, såtillvida att han började med akt 3 och därefter tog sig av akt 1 och 2 för att avsluta med förspelet. Operans tillblivelse börjar dock några år tidigare när Wagner bodde och arbetade i Paris. I slutet av 1841 hade Wagner tänkt ut en historisk opera i fem akter baserad på Hohenstaufen-dynastin med titeln Die Sarazenin (Den saracenska kvinnan) och även om han överöste den med all den stora operans utsmyckningar, distraherades hans uppmärksamhet snart av en Volksbuch som han fick genom sin vänskap med filologen Samuel Lehrs. Boken i fråga var Ludwig Bechsteins antologi med legender från 1835 Der Sagenschatz und die Sagenkreise des Thüringerlandes. Förutom att det var det sätt på vilket Wagner först blev medveten om legenden om Lohengrin, återberättade antologin också historien om Tannhäuser.

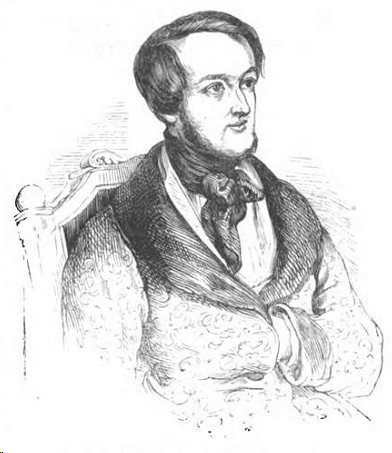
Wagner 1843

I sitt sökande efter en mer autentisk bild av legenden om Tannhäuser försåg Lehrs Wagner med Königsbergs germanska sällskaps årliga handlingar, som inte bara innehöll C.T.L. Lucas kritiska studie av "Wartburgkriget" utan också en kritik av dikten Lohengrin, tillsammans med en lång berättelse om det vandrande eposets huvudsakliga innehåll. Således, medger Wagner, öppnades en helt ny värld för honom med ett enda slag, och även om han inte kunde hitta formen för att behärska materialet för sitt eget dramatiska syfte, kunde han tydligt visualisera Lohengrin och den förblev en outsläcklig bild inom honom.
Stewart Spencer betraktar varken övergivandet av Hohenstaufen-projekten under 1840-talet vid denna tid eller, mer specifikt, de musikaliska och formella olikheterna mellan Rienzi och Den flygande holländaren som symptom på en grundläggande vändning från historia till myt. Istället menar Spencer att Wagner inte gjorde någon grundläggande distinktion mellan historia och myt, och att Wagners svar på myten är dynamiskt och dialektiskt. Historien i sig må vara torr och reducerande, men den innehöll en möjlighet till en kategorisk tolkning som gjorde det möjligt för Wagner att använda sig av Leopold August Warnkönigs (1835–42) Flandrische Staats- und Rechtsgeschichte bis zum Jahr 1305 i tre volymer för att på ett träffsäkert sätt anspela på 900-talets Brabant. Det skulle dröja nästan fyra år innan Wagners bild av Lohengrin åter skulle manifestera sig i hans kreativa fantasi.
I sin biografi från 1865 skriver Wagner i efterhand (även om dess kungliga beskydd minskar dess tillförlitlighet) och berättar historien om hur Lohengrins libretto skrevs. Sommaren 1845 planerade Wagner tillsammans med sin hustru Minna sin årliga hydroterapeutiska resa till Marienbad. Wagner hade lagt sitt arbete som kapellmästare vid det kungliga hovet i Dresden åt sidan och hade för avsikt att ägna sig åt ett liv i lugn och ro. Han hade valt sin sommarläsning med omsorg: dikter av Wolfram von Eschenbach och det anonyma eposet av Lohengrin med en inledning av Joseph von Görres. Även om han inte hade planerat att skriva en opera vid den tiden, inspirerades han av sin läsning till att skapa operan Lohengrin:
Lohengrin stod plötsligt framför mig i full rustning i centrum för en omfattande dramatisk bearbetning av hela materialet. ... Jag kämpade tappert mot frestelsen att sätta planen på pränt. Men jag lurade mig själv: knappt hade jag stigit i middagsbadet förrän jag greps av en sådan lust att skriva Lohengrin att jag, oförmögen att dröja kvar i badet den föreskrivna timmen, hoppade ut efter bara några minuter, knappt tog mig tid att klä mig ordentligt igen och sprang som en galning till mitt rum för att sätta det som besatte mig på pränt. Detta pågick i flera dagar, tills hela den dramatiska planen för Lohengrin hade fastställts i detalj.
Den 3 augusti 1845 hade han utarbetat prosautkastet. Wagner skrev till sin bror Albrekt dagen därpå, den 4 augusti 1845:
...det var i denna sinnesstämning igår som jag avslutade skrivandet av ett mycket fylligt och detaljerat scenario för Lohengrin; Jag är mycket nöjd med resultatet, och jag erkänner villigt att det fyller mig med en känsla av stolt belåtenhet. ... Ju mer förtrogen jag har blivit med mitt nya ämne och ju djupare jag har förstått dess centrala idé, desto mer har det gått upp för mig hur rikt och ypperligt fröet till denna nya idé är, ett frö som har vuxit till en så fyllig och spirande blomma att jag verkligen känner mig lycklig. ... Vid skapandet av detta verk har min uppfinningsförmåga och känsla för formell struktur spelat sin största roll hittills: den medeltida dikt som har bevarat denna högst poetiska legend innehåller den mest otillräckliga och flyktiga redogörelse som har kommit till oss, och jag känner mig mycket lyckligt lottad att ha uppfyllt min önskan att rädda vad som vid det här laget är en nästan oigenkännlig legend från spillrorna och förfallet som den medeltida poeten har reducerats till Dikten som ett resultat av hans undermåliga och prosaiska behandling av den, och att ha återställt den till dess rika och högst poetiska potential i kraft av min egen uppfinningsrikedom och omarbetning av den. – Men alldeles bortsett från allt detta, vilket lyckosamt libretto har det inte blivit! Effektivt, attraktivt, imponerande och drabbande i alla dess delar! – Johannas roll i den (Alberts dotter – se illustration nedan) – som är mycket viktig och i själva verket huvudrollen i verket – kommer garanterat att bli den charmigaste och mest gripande i världen.

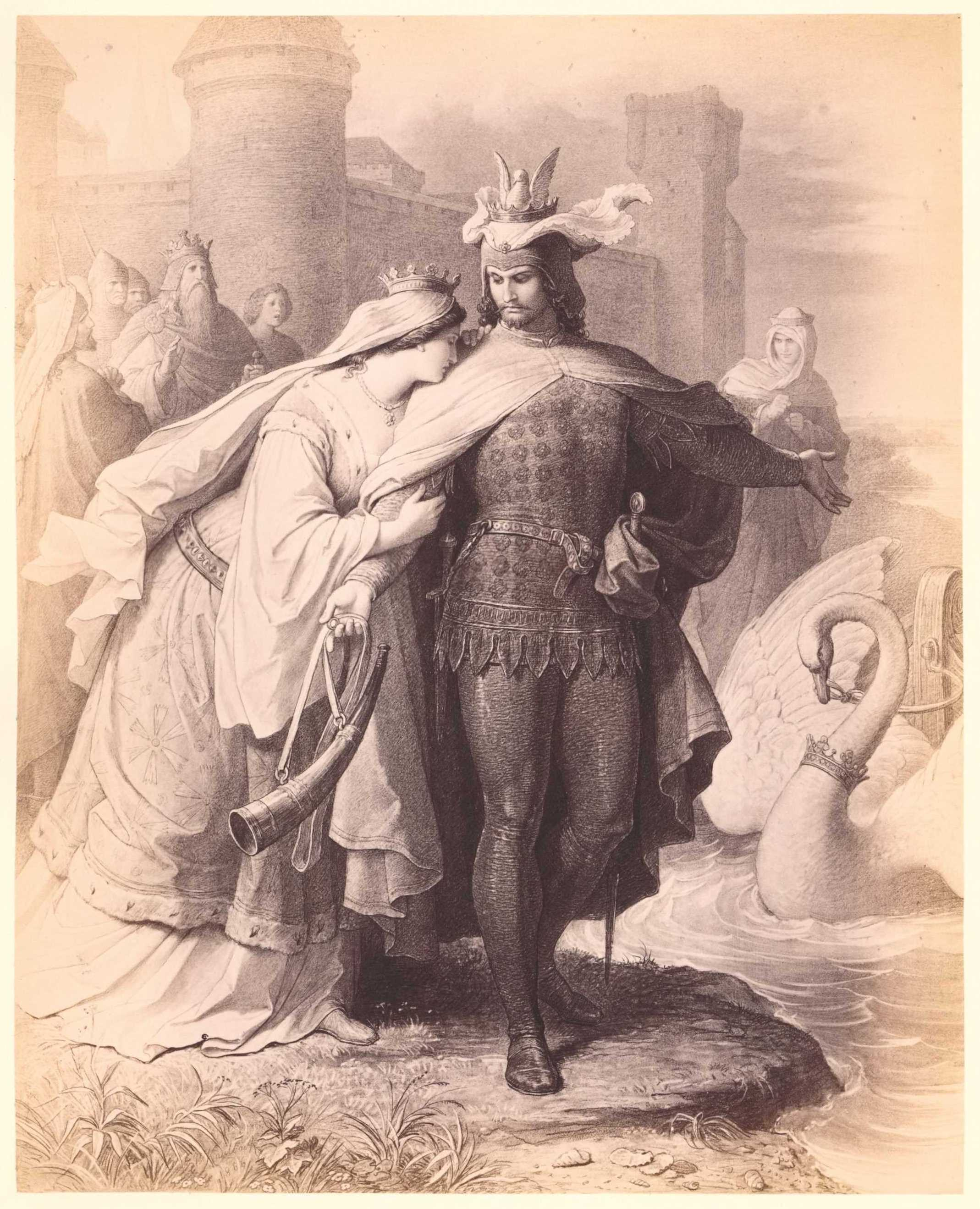
Lohengrin tar farväl av Elsa i slutet av akt III.

Mellan maj och juni 1846 gjorde Wagner ett genomkomponerat utkast till hela verket som bestod av två kolumner: en för rösten, den andra bara för harmonierna. Samtidigt påbörjade Wagner arbetet med ett andra utkast till dikten, med början i tredje akten. Det fullständiga utkastet till akt III färdigställdes före det andra utkastet till akt I och II. Detta har någon gång lett till den felaktiga slutsatsen att hela verket slutfördes från början till slut. Den 9 september 1846 började Wagner orkestrera harmonierna och skriva ut körstämmorna, som tillsammans med Förspelet blev färdigt den 29 augusti 1847.
Många ändringar i dikten, särskilt akt III, ägde rum under arbetet med det andra utkastet. Vid den här tiden försökte Wagner fortfarande klargöra tragedins exakta natur och i vilken utsträckning han behövde förklara tragedins mekanik för publiken. Den 30 maj 1846 skrev Wagner till journalisten Hermann Franck om förhållandet mellan Lohengrin och Elsa. Av brevet framgår att Wagner och Franck hade diskuterat Lohengrin under en längre tid, och Wagner hänvisar till ett tidigare resonemang om förhållandet mellan Lohengrin och Elsa, och i synnerhet om det är berättigat att skilja Elsa från Lohengrin i slutet av operan. Wagner använder brevet för det första för att argumentera för sin version och för det andra för att utveckla den mer allmänna mytiska struktur som ligger till grund för förhållandet mellan Lohengrin och Elsa – ett tema som han skulle utveckla offentligt i sin självbiografiska essä Eine Mitteilung an meine Freunde från 1851. Elsas straff, menar Wagner, kan inte vara tuktan eller döden utan att hennes separation från Lohengrin: "denna idé om separation – som, om den utelämnades, skulle kräva en total omvandling av subjektet och förmodligen inte tillåta att mer än dess mest ytliga yttre bibehölls – ". Francks oro tycks vara att just denna bestraffning i form av separation kommer att göra operan oförmögen att "vara dramatiskt effektiv på ett enhetligt sätt". Wagner erkänner att Francks oro har tvingat honom att se objektivt på dikten och fundera över hur man kan göra Lohengrins inblandning i den tragiska utgången tydligare än vad som tidigare varit fallet. För detta ändamål bestämde sig Wagner för att inte ändra akt I eller II utan att skriva nya rader i akt III:
O Elsa! Was hast du mir angethan?
Als meine Augen dich zuerst ersah'n,
zu dir fühlt' ich in Liebe mich entbrannt,
(Wagner skrev ytterligare fem rader här, men de refuserades i det slutliga utkastet).
Senare, i samma akt, när Elsa uppmanar Lohengrin att straffa henne, svarar den senare:
Nur eine Strafe giebt's für dein Vergeh'n
ach, mich wie dich trifft ihre herbe Pein!
Getrennt, geschieden sollen wir uns seh'n
diess muss die Strafe, diess die Sühne sein!
Wagner frågade Franck om han uttryckligen borde nämna den specifika regel som är förknippad med graalen och som, även om den inte uttryckligen förbjuder graalriddarna att begå sådana övergrepp, ändå avskräcker dem från att agera på detta sätt. Wagners åsikt var att det borde vara tillräckligt för publiken att härleda Graalens råd. Efter att ha färdigställt det andra fullständiga utkastet till akt III tio månader senare, den 5 mars 1847, återvände Wagner till början av första akten och började arbeta på det andra utkastet till första akten den 12 maj och som var färdigt den 8 juni 1847. Det andra fullständiga utkastet till andra lagen påbörjades den 18 juni och slutfördes den 2 augusti 1847. I ett brev till Ferdinand Heine daterat den 6 augusti 1847 meddelade Wagner att han hade fullbordat Lohengrin:
Jag känner mig nöjd och glad som ett resultat av detta, eftersom jag är mycket nöjd med vad jag har gjort.
Som Heine beskrev Wagners plan var att bygga vidare på framgången med premiären av Rienzi i Berlin den 24 oktober 1847 med en uppföljande föreställning av Lohengrin. Det visade sig att Rienzi i Berlin inte blev någon succé och Lohengrin spelades inte där förrän 1859.
Komponerandet av partituret påbörjades tre månader senare, den 1 januari 1848, och den 28 april 1848 var Lohengrin klar. I september 1848 dirigerade Wagner utdrag ur första akten vid en konsert i Dresden för att markera hovkapellets (senare Dresden Staatskapelle) 300-årsjubileum.

## Uppförandehistorik
Tack vare sin gode vän Franz Liszt kom operan upp i Weimar två år senare. Liszt ledde själv urpremiären den 28 augusti 1850. Datumet var ingen slump, utan en hyllning till Weimars mest berömda person, Johann Wolfgang von Goethe (som var född den 28 augusti 1749). Liszt dirigerade en orkester med enbart 38 musiker (mot de vanliga 105 som orkesterpartituret kräver för full effekt), och en lika liten kör. Således uteblev den förväntade effekten och operan mottogs till en början med kyla och oförstående. Först efter en tid vände reaktionerna och operan blev populär i samband med premiären 1858 i München då kungen av Bayern, Ludvig II blev förälskad i svanoperan och trodde sig funnit en själsfrände i Wagner (Ludvig kom framdeles att bli finansiär av Wagners projekt).
Trots den ledande tenoren Karl Becks brister, blev den en omedelbar publiksuccé. Wagner själv kunde inte närvara vid uruppförandet, eftersom han hade blivit landsförvisad på grund av sin roll i februarirevolutionen i Dresden 1849. Även om han dirigerade olika utdrag vid konserter i Zürich, London, Paris och Bryssel, var det inte förrän den 15 maj 1861 i Wien som han kunde närvara vid ett fullt framträdande.
Lohengrin uppfördes som en del av Festspelen i Bayreuth 1894 i en uppsättning regisserad av kompositörens änka Cosima Wagner, med Willi Birrenkoven, Ernst van Dyck, och Emil Gerhäuser alternerande som Lohengrin, Lillian Nordica som Elsa, Marie Brema som Ortrud och Demeter Popovic som Telramund och dirigerades av Felix Mottl. Den gavs i 6 föreställningar under sin första säsong i det operahus som Wagner byggde för att presentera sina verk.
En typisk föreställning varar från cirka 3 timmar och 30–50 minuter.
Den svenska premiären ägde rum på Stockholmsoperan den 22 januari 1874 och den iscensattes åter med premiär den 17 september 1894, den 1 september 1910, den 21 september 1933, den 16 mars 1944, den 19 februari 1961 och den 29 januari 1966 med den tyska originaltexten.
Den sattes upp på Göteborgsoperan med premiär den 26 november 2000.

## Om operan

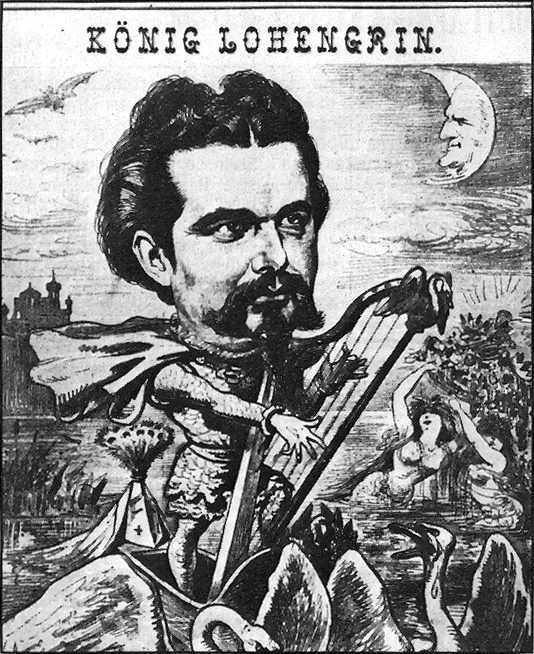
Kung Ludvig II av Bayern som Lohengrin under en måne med Wagners anletsdrag. 1885

Lohengrin intar en tvetydig position i Wagners estetiska konstnärskap. Trots Wagners skenbara avvisande av den franska grand opéra har Lohengrin, liksom alla Wagners operor, och särskilt hans senare musikdramer, en viss skuld till den form som praktiseras av Auber, Halévy och, oavsett vad Wagner anger i sina prosaskrifter, Meyerbeer. Lohengrin är också den sista av Wagners fyra "romantiska" operor, och fortsätter med den associativa tonalitet som han tidigare hade utvecklat i Tannhäuser. Lohengrin är också det sista av hans komponerade verk före den politiska exilen, och trots det sjutton år långa uppehållet förebådar Lohengrins musikaliska stil ändå Wagners framtida ledmotivsteknik.
I Lohengrin har Wagner frigjort sig från den gamla nummeroperan, men han har ännu inte funnit den slutliga formen för sitt musikdrama. Liksom Tannhäuser betecknar Lohengrin ett nytt steg framåt i hans utveckling. Ledmotivstekniken är konsekvent genomförd, men i motsats till Tristan och Isolde innehåller Lohengrin många i sig själva avrundade partier, som till exempel Elsas dröm (akt I), Lohengrins Graalberättelse (sista scenen) och en rad kör- och orkesterpartier. Men också dessa ingår som självklara led i helheten: där finns ingen "punkt". I motsats till förhållandet i Tristan och Isolde intar kören i Lohengrin en framträdande plats. Men samtidigt övertar orkestern en del av körens traditionella uppgifter: att kommentera händelserna på scenen. 

### Klangfärger och dramatik
I orkesterbehandlingen visar Wagner sin egenart genom de betydelsefulla uppgifterna han ger träblåsarna, genom den ofta förekommande delningen av stråkstämmorna och genom bruket att med vissa instrumentgrupper karakterisera vissa personer eller situationer. Graalriddaren Lohengrin ledsagas ofta av höga, eteriska violintoner. Elsas parti är företrädesvis karakteriserat med träblåsarklanger, medan den demoniska, hedniska Ortrud har stråktremolo och basklarinett som sitt klangliga kännetecken. Wagner försåg konsekvent enskilda gestalter och psykologiska konstellationer med karakteristiska klangfärger. Graalsfären (A-dur) förknippas med den ljusa, rena och subtila klangen i violinernas höga register (violinerna är uppdelade i fyra eller fem stämmor). Den glansfulla och skimrande klangen är graalens musikaliska uppenbarelse.
Polariteten mellan violinfigurerna i det höga registret och klangen från de låga stråk- och blåsinstrumenten motsvarar kontrasten mellan graalsfären och de agerande personerna. I början av andra akten, på natten, sällar sig den mörka klangen från violoncellerna (som oftast spelar på de lägsta strängarna och sällan starkare än piano) till det "slingrande" Ortrudmotivets förminskade och överstigande intervaller: Natten är mörk, och mörka är Ortruds och Telramunds avsikter. Här och även i andra scener karakteriseras Ortrud och Telramund oftast av basklarinett och engelskt horn. De båda instrumentens mörka klangfärger understryker de här nattgestalternas kusliga och hemlighetsfulla sfär. Oboen har däremot tilldelats Elsa och representerar hennes naivitet och oskuld. Men tillsammans med det engelska hornet uttrycker oboeklangen också sorg och klagan. Trumpeten är av tradition kungarnas och riddarnas instrument. I Lohengrin tilldelas trumpeten det motiv som tillkännager titelhjältens ankomst. För kungen lät Wagner bygga en speciell grupp fanfarinstrument: "fyra långa, basunliknande instrument i mässing, med den allra enklaste form, ungefär som dem vi kan se uppväckningsänglarna blåsa i på kyrkomålningarna". Fyra sådana trumpeter är tilldelade kung Heinrich. De är stämda i C-dur, och deras fanfarklang, som genomsyrar hela verket, fungerar som ett slags "tondräkt" och är en viktig beståndsdel i operans tidsfärg.

## Personer
| Roller                                                                                      | Röstäge                                          | Premiärbesättning 28 augusti 1850 (Dirigent: Franz Liszt) | Svensk premiärbesättning 22 januari 1874 (Dirigent: Ludvig Norman) |
| ------------------------------------------------------------------------------------------- | ------------------------------------------------ | --------------------------------------------------------- | ------------------------------------------------------------------ |
| Lohengrin, graalriddare                                                                     | tenor                                            | Karl Beck                                                 | Oscar Arnoldson                                                    |
| Elsa von Brabant                                                                            | sopran                                           | Rosa von Milde                                            | Fredrika Stenhammar                                                |
| Ortrud, Telramunds hustru                                                                   | hög dramatisk sopran eller dramatisk mezzosopran | Josephine Fastlinger                                      | Theresia Saxenberg                                                 |
| Friedrich of Telramund, greve av Brabant                                                    | baryton                                          | Hans von Milde                                            | Fritz Arlberg                                                      |
| Heinrich der Vogler, (Henrik Fågelfångaren ) tysk kung                                      | bas                                              | August Höfer                                              | Hjalmar Håkansson                                                  |
| Kungens härold                                                                              | baryton                                          | August Pätsch                                             | Carl Fredrik Lundqvist                                             |
| Fyra adelsmän från Brabant                                                                  | tenorer, basar                                   |                                                           | Victor Dahlgren, Robert Ohlsson, Per Janzon, Johan Peter Sandstedt |
| Fyra pager                                                                                  | sopraner, altar                                  |                                                           | Frk Söhrling, Wessler, Nilsson, Wiese                              |
| Hertig Gottfried, Elsas broder                                                              | stum roll                                        | Hellstedt                                                 | Eleven Fröberg                                                     |
| Saxiska, Thüringiska och Brabantska grevar och adelsmän, hovdamer, pager, vassaler, knektar |                                                  |                                                           |                                                                    |

## Handling

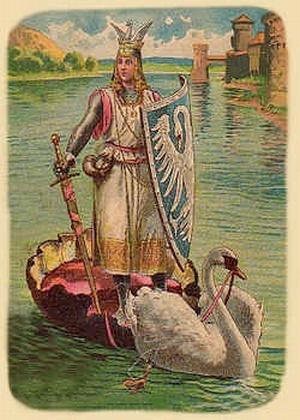
Lohengrin anländande på sin svan. Vykort från omkring 1900.

Plats: Schelde på 900-talet. 

### Akt I
Konung Henrik Fågelfängaren har anlänt till Brabant och samlar de germanska stammarna för att driva ut ungrarna från sina domäner. Greve Telramund är förmyndare för hertig Gottfried av Brabant som är minderårig samt bror till Elsa. Gottfried har försvunnit, och hetsad av sin fru Ortrud anklagar Telramund Elsa för att ha mördat sin bror. Han kräver också själva hertigdömet. Elsa dyker upp, och eftersom hon vet att hon är oskyldig, förklarar hon att hon är villig att dömas av Gud genom en så kallad gudsdom, där saken skall avgöras genom att två kämpar möter varandra. Till sin förkämpe väljer hon en riddare hon sett i sina drömmar ("Einsam in trüben Tagen"). Hon sjunker ner på knä och ber till Gud att Han ska sända henne hjälp. Telramund accepterar att slåss å konungens vägnar. Härolden kallar först förgäves på den okände riddare som ska slåss för Elsas sak, men när han ropar en andra gång sker ett mirakel. En båt, dragen av en svan, dyker upp på floden. I den finns det en riddare i glänsande rustning, som stiger i land, skickar bort svanen ("Nu sei bedankt mein lieber Schwan!"), hälsar respektfullt på konungen och frågar Elsa om hon vill ha honom som sin förkämpe. Else knäböjer framför honom och lägger sin ära i hans händer. Han ställer bara ett villkor: hon ska aldrig fråga honom om varifrån han kommer eller vem han är. Elsa går med på detta, böner sägs ("Mein Herr und Gott nun ruf' ich Dich") och stridsplatsen förbereds. Telramund förlorar. Segraren skonar hans liv, tar Elsa i hand, förklarar hennes oskuld och ber om hennes hand i äktenskap. Telramund sjunker samman vid sin hustrus fötter, besegrad och förödmjukad.

### Akt II
Torget utanför katedralen. Det är natt. Telramund och Ortrud, som har blivit bannlysta, uppträder i hemska kläder. Ortrud försöker att återskapa Telramunds mod ("Erhebe dich Genossin meiner Schmach"). Hon är en hedning, dotter till Radbod, hertigen av Friesen, och idkar trollkonst. Hon planerar att få Elsa att fråga Lohengrin de förbjudna frågorna. När Elsa dyker upp på balkongen i morgonljuset ser hon Ortrud och tycker synd om henne. Hon ser dock inte Telramund, som gömmer sig i skuggan av ett hus. Befolkningen samlas, och härolden meddelar att konungen har gjort Lohengrin till hertig av Brabant, en titel som han vägrar att motta och önskar istället att bli känd som "Beskyddare av Brabant". När konungen, Lohengrin, Elsa och hennes eskort ska gå in i kyrkan dyker Ortrud upp, klädd i vackra kläder. Hon anklagar Lohengrin för att vara en magiker, vars namn inte ens Elsa själv känner till. Telramund dyker också upp och påstår att han blivit besegrad med orätt, eftersom han inte känner till sin motståndares namn. Lohengrin vägrar att tala om vem han är och hävdar, att bara en person har rätten att känna till hans ursprung. Endast till Elsa kommer han att svara. Elsa försäkrar honom om sin trofasthet och de går in i kyrkan.

### Akt III
Brudkammaren. Elsa och Lohengrin förs in till tonerna av den välkända brudkören ("Treulich geführt, ziehet dahin"). De förklarar sin kärlek till varandra ("Atmest du nicht mit mir die süssen Düfte"), men Ortruds ord är inetsade i Elsas sinne, och trots Lohengrins varning ställer hon den ödesdigra frågan ("Das süsse Lied verhallt"). Telramund springer in för att anfalla riddaren, men han dödas av Lohengrin som sorgset vänder sig till Elsa och ber henne att följa med honom till konungen, till vilken han kommer att förklara mysteriet. Scenen ändras till Scheldes stränder, som i akt I. Trupperna anländer, förberedda för krig. Telramunds lik förs in, och Lohengrin förklarar sin handling. Blott en sak återstår nu: han måste avslöja sin identitet för konungen och Elsa. Han berättar historien om den heliga graal för dem och avslöjar sig själv som Lohengrin, riddare av den heliga graal, son till konung Parsifal ("In fernem Land"). Tiden för hans återvändo har kommit, han har dröjt sig kvar bara för att bevisa Elsas oskuld. När han sorgset tar avsked från sin älskade brud dyker svanen åter upp. Lohengrin ber att Elsa ska återfinna sin förlorade bror, och se! Svanen dyker ner i floden och träder fram igen som Gottfried, Elsas bror, som hade förvandlats till svan av Ortruds svartkonster. En duva kommer ner från himlen och för Lohengrin tillbaka i hans båt till graalborgen.

## Orkesterbesättning
- 3 flöjter (3:e dubblerar på piccolaflöjt), 3 oboer, engelskt horn, 3 klarinetter i B-Dur, A och C, basklarinett i B-Dur och A, 3 fagotter
- 4 valthorn, 3 trumpeter, 3 tromboner, bastuba
- timpani, triangel, cymbaler, tamburin
- harpa
- 1:a och 2:a violiner, viola, celli och kontrabasar

on-stage
- 3 flöjter, piccolaflöjt, 3 oboer, 3 klarinetter i B-Dur, A och C, 3 fagotter
- 4 valthorn, 12 trumpeter, 4 tromboner
- timpani i D, triangel, cymbaler, militärtrumma
- orgel, harpa

## Arior och utdrag
- Akt I
  - Förspel
  - "Einsam in trüben Tagen" (Elsas dröm)
  - Scene "Wenn ich im Kampfe für dich siege"
- Akt II
  - "Durch dich musst' ich verlieren" (Telramund)
  - "Euch lüften, die mein Klagen" (Elsa)
  - Scen 4 början, "Elsas procession till katedralen"
- Akt III
  - Förspel
  - Brudkören "Treulich geführt"
  - "Das süsse Lied verhallt" (Kärleksduett)
  - "Höchstes Vertrau'n" (Lohengrins förklaring till Elsa)
  - "In fernem Land" (Lohengrins berättelse)
  - "Mein lieber Schwan... O Elsa! Nur ein Jahr an deiner Seite" (Lohengrins farväl)

I början av tredje akten framför damkören den berömda "Brudkören" ("Treulich geführt") till tonerna av en marsch inför Elsas och Lohengrins bröllop. Stycket blev allom välkänt och populärt när det användes som processionsmusik vid det kungliga bröllopet mellan prinsessan Victoria av Storbritannien och den blivande kejsar Fredrik III av Tyskland 1858. I engelsktalande länder är stycket (utan sång) den mest använda processionsmusiken vid bröllop och går under beteckningen Here comes the bride.

## Tolkningar
Liszt bad till en början Wagner att noggrant översätta hans essä om operan från franska till tyska, så att han skulle kunna bli den främste och mångårige uttolkaren av verket – ett verk som han efter framförandet betraktade som "ett sublimt verk från den ena änden till den andra".
I sin artikel "Elsas förnuft: om övertygelser och motiv i Wagners Lohengrin" föreslår Ilias Chrissochoidis och Steffen Huck vad de beskriver som "en komplex och psykologiskt mer övertygande redogörelse [av operan]. Elsa ställer den förbjudna frågan eftersom hon behöver bekräfta Lohengrins övertygelse om hennes oskuld, en övertygelse som Ortrud lyckas erodera i andra akten. Denna tolkning avslöjar Elsa som en rationell individ, uppgraderar den dramatiska betydelsen av första aktens stridsscen och, mer allmänt, signalerar en återgång till en hermeneutik i Wagners drama."

### Operamissöden
Tenorer har ibland stött på problem i tredje akten, strax innan Lohengrin avgår genom att kliva på en svandriven farkost eller på själva svanen. År 1913 lär den mähriske tenoren Leo Slezak ha missat att hoppa på svanen och sedan vänt sig till Elsa med frågan: "Wann geht der nächste Schwan?" ("När går nästa svan?"). År 1936 hände samma sak på Metropolitanoperan med den danske tenoren Lauritz Melchior.

## Påverkan och inspiration

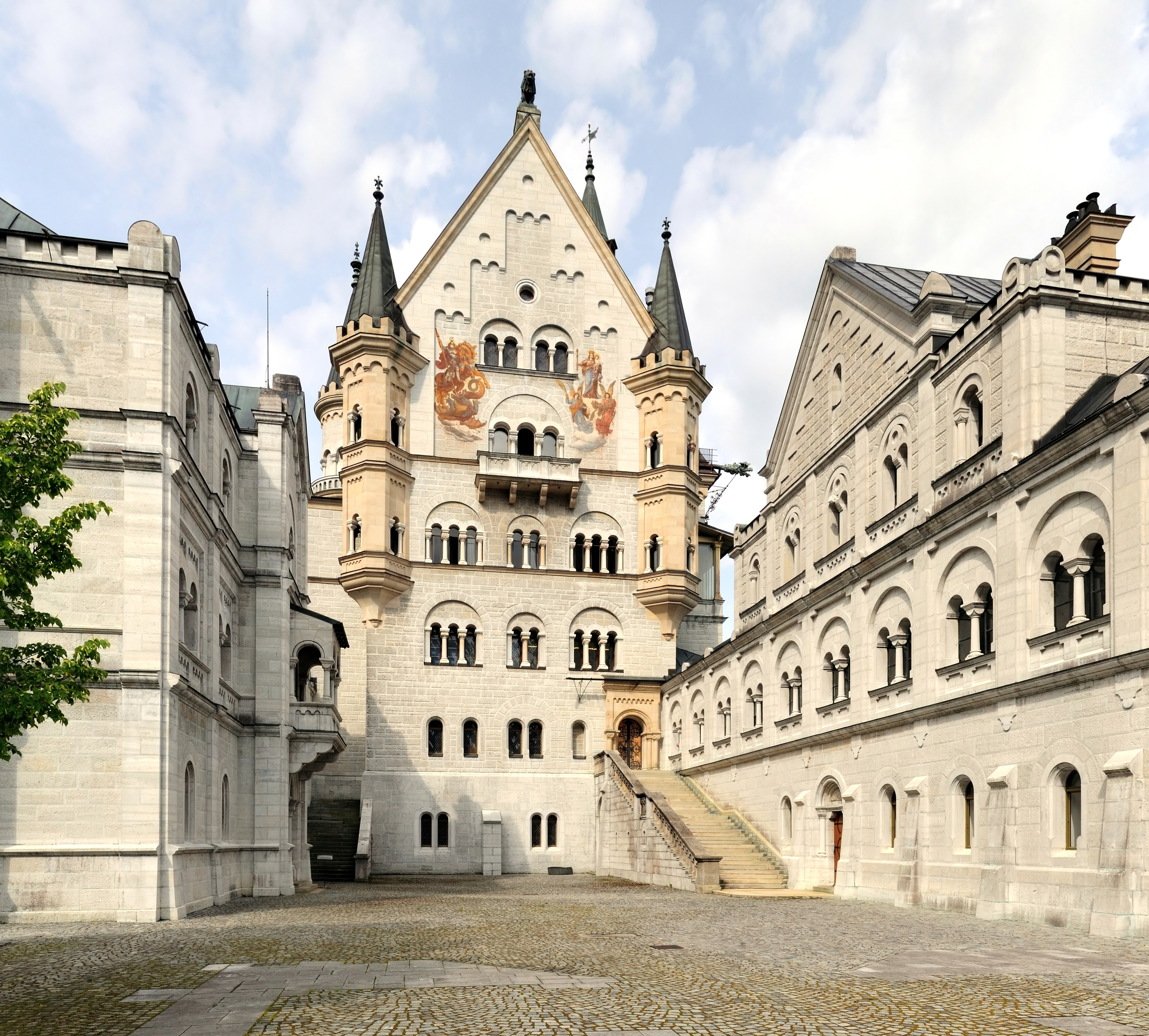
Slottet Neuschwanstein: Inre borggården med kammare, palats och riddarhus enligt Wagners scenanvisningar för andra akten

Johann Nestroy skrev parodin Lohengrin, som hade premiär den 31 mars 1859 på Carltheater i Wien. Denna parodi gjorde publik och samtida kritiker besvikna, och moderna tolkningar ser den också som ett av Nestroys svagaste verk.
När kung Ludvig II av Bayern lät arkitekterna rita slottet Neuschwanstein 1869 som ett "Vänskapens tempel för Wagner", grupperade man om byggnaderna enligt Wagners scenanvisningar med Antwerpens slott som bakgrund i början av andra akten: till vänster Kemenate (med en täckt balkong för Elsa), i mitten palatset och till höger Riddarhuset och framför det (aldrig byggda) slottskapellet (istället för katedralen) i en smal, rektangulär innergård. Den tredje akten utspelar sig i slottet, där motsvarande citat också finns inne i Neuschwanstein, och sedan igen med folkförsamlingen framför sig. Således väckte palatsets arkitektur Lohengrin-akterna till liv som en kuliss.
Några scenografifragment från den första Lohengrin-uppsättningen vid Festspelen i Bayreuth 1894, skapade av målaren Max Brückner, har bevarats i den bayerska slottsförvaltningens ägor. En affisch från akt 2 (Antwerpens slott) finns att beskåda i Margravial Opera House: World Heritage & Museum.
En satirisk skildring av en föreställning av operan på Nationalteatern i Mannheim – "How Wagner Operas Bang Along" – ofta citerad av Wagnermotståndare – publicerades av Mark Twain 1880 i hans reseskildring A Tramp Abroad.
Heinrich Mann satiriserade mottagandet av operan av en tysk-nationell publik i slutet av 1800-talet i det femte kapitlet i sin roman Undersåten (1918). „[…] Wagners popularitet har aldrig avslöjats djupare än här i en föreställning av 'Lohengrin', som är full av kvicka kopplingar till tysk politik", skrev Kurt Tucholsky den 20 mars 1919 i Die Weltbühne (nr 13, s. 317).
Charlie Chaplin använder förspelet till Wagners Lohengrin som ackompanjemang till två berömda scener i sin film Diktatorn (1940): diktatorn Hynkels dans med jordgloben och frisörens avslutningstal (också spelad av Chaplin). Under dansen med globen avbryts förspelet abrupt före klimax, och globballongen spricker. I sluttalet når förspelet däremot sitt klimax och får en musikaliskt tillfredsställande avslutning.

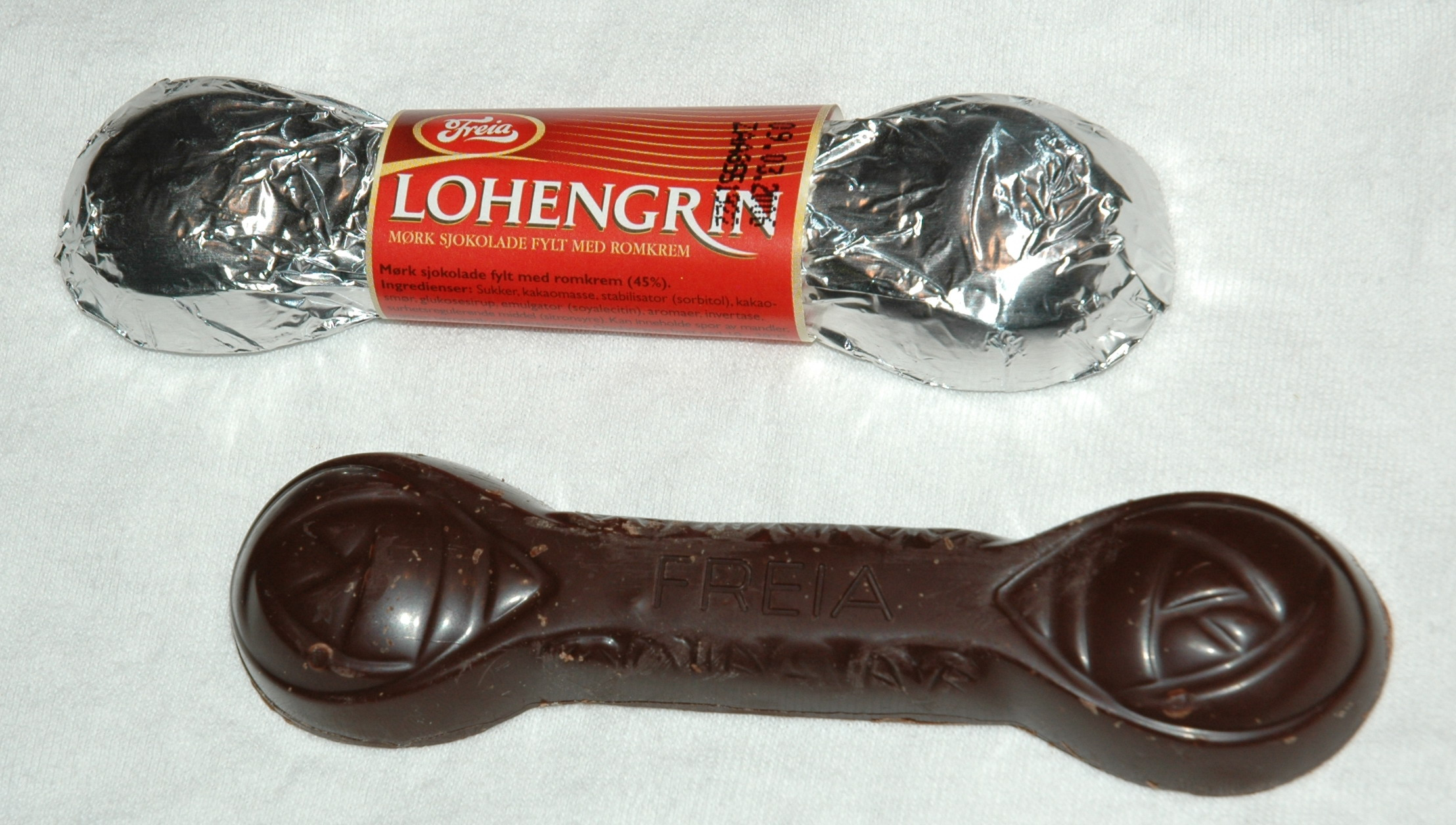
Chokloaden Lohengrin

Operan är uppkallad efter en chokladkaka som är mycket välkänd i Norge. Chokladkakan är en av Norges mest sålda konfektyrprodukter och utsågs till en nationalklenod 2009. År 1911 hade Freia-kompaniet, vars namn går tillbaka till en karaktär från operan Rhenguldet, kommit överens om ett exklusivt kontrakt med teatern i samband med en uppsättning av operan på Nationaltheatret i Oslo. Chokladen erbjöds publiken vid den norska premiären den 7 december 1911 och användes som rekvisita på scenen. Fram till 1914 såldes godiset exklusivt på Nationaltheatret i enlighet med kontraktet och först då blev det tillgängligt för allmänheten.
James Krüss anspelar på opera med namnet Lodengrün i sitt verk Der Sängerkrieg der Heidehasen.

## Diskografi (urval)
- Lohengrin. Placido Domingo, Cheryl Studer, Robert Lloyd, Hartmut Welker, Dunja Vejzovic, Georg Tichy. Orchester der Wiener Staatsoper. Claudio Abbado, dirigent. DG 437 808-2. 3 CD.[41]